# Scambio di materia
Nell'ambito dei fenomeni di trasporto, lo scambio di materia (o trasferimento di materia o ancora trasferimento di massa) è un fenomeno chimico-fisico che consiste nel movimento di una specie chimica componente di una miscela all'interno della stessa fase (ad esempio: autodiffusione) o da una fase ad un'altra (attraverso il superamento dell'interfaccia che separa tali fasi).
Costituisce uno dei più importanti fenomeni studiati nell'ambito dell'ingegneria chimica.

## Espressione dello scambio di materia
Lo scambio di materia può avvenire in fase omogenea (ad esempio gas in gas) o eterogenea (ad esempio gas in solido). Il fenomeno discende dalla legge di Fick, la quale afferma che, in presenza di un gradiente di concentrazione, il flusso diffusivo della specie tende a riequilibrare la sua concentrazione nello spazio e nel tempo.
Nel caso di un sistema binario, le due specie pure messe a contatto tendono a diffondere l'una nella porzione di spazio occupata dall'altra in modo da rendere omogenea la propria concentrazione nel sistema. In termini matematici si ha:
{\displaystyle J=-D\nabla C=-D\cdot \left({\partial C \over \partial x}+{\partial C \over \partial y}+{\partial C \over \partial z}\right)}
in cui:
- {\displaystyle J}: flusso diffusivo, esprimibile in [mol·m−2 s−1] o [kg·m−2 s−1]
- {\displaystyle D}: coefficiente di diffusione o diffusività di materia, esprimibile in [m2·s−1]
- {\displaystyle C}: concentrazione, esprimibile in [mol·m−3] o [kg·m−3]
- ∇: operatore nabla
- ∇C: gradiente di concentrazione.

Lo scambio di materia è soggetto di numerose applicazioni ingegneristiche, in particolare nell'ambito dell'ingegneria chimica, dell'ingegneria ambientale e dell'ingegneria biomedica. È alla base, ad esempio, dei meccanismi di assorbimento e adsorbimento, per la filtrazione di miscele gassose o liquide costituite da frazioni inquinanti: queste trovano applicazione nelle colonne a piatti o nelle colonne a riempimento, oppure costituiscono da catalizzatori per certe reazioni chimiche. A questo fine l'applicazione del modello dato dalla legge di Fick (inquadrato all'interno di un bilancio di materia) risulta di non facile soluzione, pertanto si preferisce esprimere il bilancio di materia nella forma semplificata:
[flusso] = [conduttanza]·[forza motrice]
ovvero:
{\displaystyle N_{a}=\psi \cdot (y_{a_{1}}-y_{a_{2}})}
essendo:
- {\displaystyle \,N_{a}}: flusso molare o ponderale di specie "a", [mol·m−2 s−1]  o [kg·m−2 s−1]
- {\displaystyle \,y_{a_{i}}}: frazione molare o ponderale della specie "a" nel punto i-esimo, adimensionale[2]
- {\displaystyle \,\psi }: coefficiente di scambio di materia, [mol·m−2 s−1]  o [kg·m−2 s−1].

Il coefficiente di scambio di materia è un coefficiente ingegneristico determinabile, come è descritto nella sezione seguente, anche analiticamente, ma la cui complessità di ricerca dei dati rende preferibile il calcolo per via empirica. La forza motrice, in accordo alla legge di Fick, rimane la differenza di concentrazione tra due punti del sistema: per particolari sistemi geometricamente simmetrici (soprattutto cilindrici), con opportune ipotesi esemplificative, si può assumere come concentrazione quella della specie ad una particolare altezza anziché in uno specifico punto (fatto che di per sé renderebbe impraticabile l'uso della formula).
Il coefficiente di scambio di materia {\displaystyle \psi } viene solitamente espresso in relazione a frazioni molari, e più spesso indicato con Ky. Valgono le seguenti relazioni:
{\displaystyle \psi =K_{y}=K_{c}\cdot C_{tot}=K_{p}\cdot P}
- {\displaystyle \,K_{c}} è il coefficiente di scambio in relazione alla concentrazione molare della specie
- {\displaystyle \,K_{p}} è il coefficiente di scambio in relazione alla pressione parziale della specie.

## Determinazione del coefficiente di scambio di materia

### Via analitica
La determinazione per via analitica del coefficiente di scambio di materia viene generalmente proposta con un esempio applicativo.
Si consideri un contenitore aperto di sezione S e altezza h, in un sistema di riferimento di coordinate cartesiane, tale che fino a z = z1 sia presente una specie A in fase liquida, e tra z1 e z2 = h sia presente una miscela del componente A e del componente B in fase gas.
Lo scopo dell'esempio è quantificare il flusso di A che passa attraverso l'interfaccia liquido-gas in fase gas e tracciare i profili di concentrazione di A tra z1 e z2.
Per semplicità, si assuma che le specie in fase gas si comportino come gas ideali e che la diffusione di B in A sia trascurabile (ovvero che il trasporto di materia avvenga in "condizioni stagnanti"), cioè mentre A passa tra l'estremità inferiore e superiore del contenitore, B si comporta da inerte. Inoltre si accetta come approssimazione che il gas A si muova con moto "a pistone" fino a z2, dove la sua concentrazione è nota, e qui venga trascinato via da una corrente gassosa. La temperatura e la pressione si assumono note e costanti. Per la risoluzione del problema si ricorre ad un bilancio di specie chimica in fase gas relativo alla specie A in un volume di riferimento (detto anche volume di controllo) infinitesimo alto dz e di sezione S:
Variazione = Trasporto + Sorgente
Esplicitando i vari termini, abbiamo:
{\displaystyle {\partial C_{a} \over \partial t}=-\nabla C_{a}v-\nabla J+R_{a}}
dove:
- {\displaystyle {\partial C_{a} \over \partial t}} è la variazione della concentrazione di A nel tempo
- {\displaystyle -\nabla C_{a}v} è il trasporto di materia (in particolare del componente A) per convezione
- {\displaystyle -\nabla J+R_{a}} rappresenta la sorgente di A (ovvero la velocità di reazione).

Si assume che non vi sia consumo o produzione per reazione di A e che dopo un breve periodo di messa in regime (chiamato "periodo di transitorio"), il processo sia stazionario, ovvero nel volume di riferimento la concentrazione di A non varia col tempo.
Passando ad un modello a gradiente massimo, ovvero passando allo studio lungo l'unica coordinata controllante del processo, cioè z, segue che:
{\displaystyle -{\partial C_{a}v \over \partial z}-{\partial J \over \partial z}=-{\partial N_{a} \over \partial z}=0}
dove con Na si indica complessivamente il flusso di specie A nel volume di riferimento. Da quanto scritto si evince che il flusso è invariante lungo z. Ricordando l'espressione della legge di Fick e che la specie A si muove a pistone (ovvero la velocità non dipende dalla posizione assiale) si verifica che:
{\displaystyle \left\{{\begin{aligned}&-\left({\partial N_{a} \over \partial z}\right)=-vC_{tot}\left({\partial y_{A} \over \partial z}\right)-DC_{tot}\left({\partial ^{2}y_{A} \over \partial ^{2}z}\right)=0\\\\&(z=z_{1})\quad y_{A}=y_{A_{1}}\\&(z=z_{2})\quad y_{A}=y_{A_{2}}\end{aligned}}\right.}
{\displaystyle {\frac {1-y_{A}}{1-y_{A_{1}}}}=\left({\frac {1-y_{A_{2}}}{1-y_{A_{1}}}}\right)^{\left({\frac {z-z_{1}}{z_{2}-z_{1}}}\right)}={\frac {y_{B}}{y_{B_{1}}}}=\left({\frac {y_{B_{2}}}{y_{B_{1}}}}\right)^{\left({\frac {z-z_{1}}{z_{2}-z_{1}}}\right)}}
da cui si deducono i profili della concentrazione di A lungo z (che non sono rettilinei, perché tengono conto del contributo di convezione).
Il coefficiente di scambio di materia può anche essere calcolato a partire dalle seguenti teorie:
- teoria del film (Lewis, 1924)
- teoria della penetrazione (Higbie, 1935)
- teoria del rinnovamento superficiale (Danckwerts, 1951).

### Via empirica
Attraverso la teoria della similitudine estesa con l'ausilio dell'analisi dimensionale si può dimostrare che il fenomeno dello scambio di materia è completamente descritto nel caso di convezione forzata in tubi lisci orizzontali da una legge di potenza tra i seguenti gruppi adimensionali: numero di Reynolds, numero di Schmidt e numero di Sherwood. La relazione che li lega è stata determinata sperimentalmente:
{\displaystyle {\mathit {Sh}}=0,023{\mathit {Re}}^{0,8}{\mathit {Sc}}^{0,33}\;} in regime turbolento (Re > 2100)
da cui segue che il coefficiente di scambio di materia vale:
{\displaystyle K_{c}={\frac {Sh{\mathcal {D}}}{l}}}
con {\displaystyle \;{\mathcal {D}}} diffusività di materia e {\displaystyle \;l} lunghezza caratteristica (diametro per i tubi).